# Ivo Cocconi
Ivo Cocconi  (Parma, 28 de maio de 1929 – Parma, 14 de fevereiro de 2020) foi um futebolista italiano que atuava como zagueiro.  Foi o terceiro jogador que mais vestiu a camisa do Parma Calcio 1913 com 307 jogos.

## Carreira
Cocconi nasceu em Parma. Ivo estreou em 2 de abril de 1950 em uma derrota por 2 a 1 contra Cesena aos vinte anos. Três anos depois, como capitão, ele liderou o time na promoção para a Série B. Seu último jogo pelo clube foi em 13 de maio de 1962, com uma derrota por 2-0 em Messina. Ele nunca foi rebaixado como jogador e terminou sua carreira na Série B com 200 jogos e dois gols.
Com 307 jogos no Parma, ele é o terceiro jogador em jogos oficiais de todos os tempos com a camisa do time, atrás apenas de Alessandro Lucarelli e Ermes Polli. 
Cocconi detém o recorde de aparições na liga italiana pelo Parma, jogando 307 vezes pelo clube, até ser superado por Alessandro Lucarelli em 2017.

## Morte
Em 2020, faleceu de causas naturais em sua residência aos 90 anos.

## Clubes
| Ano       | Clube        | Partidas | Gols | Ref.                |
| --------- | ------------ | -------- | ---- | ------------------- |
| 1498-1962 | Parma Calcio | 308      | 4    | [ 4 ]               |
| 1962-1963 | Carpi        | 3        | 0    | [carece de fontes?] |